# Harenadraco
Harenadraco („písečný drak“) je rod menšího masožravého dinosaura (teropoda) z čeledi Troodontidae, který žil před asi 72 až 71 miliony let (věk pozdní kampán nebo raný maastricht) na území dnešního jižního Mongolska (Jihogobijský ajmag, lokalita Hermiin Tsav).

## Historie objevu

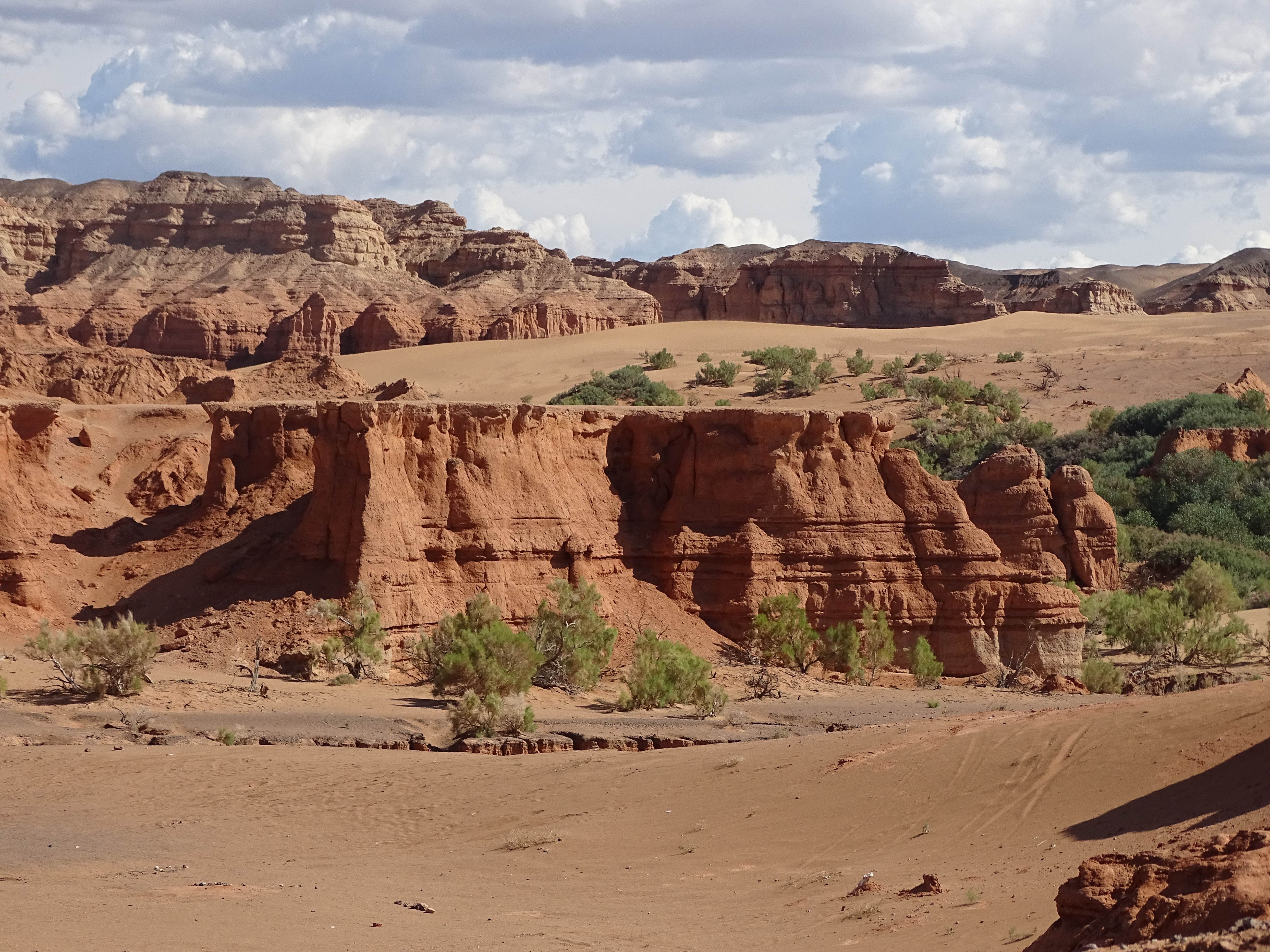
Výchozy souvrství Barun Gojot na lokalitě Hermiin Tsav, místo objevu fosilií rodu Harenadraco.

Fosilie tohoto pozdně křídového dinosaura byly objeveny v sedimentech geologického souvrství Barun Gojot a v roce 2024 byly formálně popsány mezinárodním týmem paleontologů. Rodové jméno Harenadraco (latinsky "písečný drak") odkazuje k místu objevu, tedy poušti Gobi, druhové prima ("první") zase připomíná, že se jedná o prvního troodontida, objeveného v souvrství Barun Gojot.

## Popis a zařazení
Tento menší predátor byl pravděpodobně podobně velký a stavěný jako jeho blízcí příbuzní. Například rod Gobivenator dosahoval délky kolem 1,7 metru a hmotnosti zhruba 9 kilogramů. Typový exemplář rodu Harenadraco byl však poněkud menší, dosahoval délky zhruba kolem 1 metru.
Podle provedené fylogenetické analýzy byl Harenadraco relativně blízce vývojově příbuzný například rodům Mei, Sinusonasus a Sinovenator.

## Paleoekologie
Harenadraco žil v ekosystémech poměrně suchých až vyprahlých (aridních), na záplavových plošinách s občasnými jezery a řídce se vyskytujícími říčními toky. Spolu s ním zde žila poměrně pestrá paleta dinosaurů, od dalších teropodů (Hulsanpes, Shri, Parvicursor) přes vývojově primitivní rohaté dinosaury (Bagaceratops, Breviceratops) a pachycefalosauridy (Tylocephale) až po "obrněné" ankylosaury (Zaraapelta, Saichania, Tarchia).